# 沙烏地阿拉伯電影提名奧斯卡最佳國際影片獎競賽列表
沙烏地阿拉伯是在2013年首次遞交奧斯卡金像獎的最佳國際影片獎。 奧斯卡最佳外語片獎由美國電影藝術與科學學院頒發，為奧斯卡獎中頒發給年度美國以外最佳非英語電影的獎項。該獎項原名為「奧斯卡最佳外語片獎」，但學院認為「外語」該詞已過時，所以於2019年4月更名為「最佳國際影片獎」。

## 遞交作品
沙烏地阿拉伯向奧斯卡獎遞交的電影如下：
| 年份 （屆別） | 中文片名       | 原片名         | 語言     | 導演                      | 結果   |
| ------------- | -------------- | -------------- | -------- | ------------------------- | ------ |
| 2013 第86屆   | 腳踏車大作戰   | وجدة           | 阿拉伯語 | 海法·曼蘇爾               | 未入圍 |
| 2019 第92屆   | 選舉大作戰     | المرشح المثالي | 阿拉伯語 | 海法·曼蘇爾               | 未入圍 |
| 2020 第93屆   | 天平           | سيدة البحر     | 阿拉伯语 | 沙哈德·阿米恩             | 未入圍 |
| 2021 第94届   | 边界           | حد الطار       | 阿拉伯语 | 阿卜杜勒阿齐兹·阿尔沙拉黑 | 未入圍 |
| 2022 第95届   | 渡鸦之歌       | الھامور ح.ع    | 阿拉伯语 | 穆罕默德·萨勒曼           | 未入圍 |
| 2023 第96届   | 阿尔哈穆尔·H·A | أغنية الغراب   | 阿拉伯语 | 阿卜杜拉·阿尔库拉希       | 未入圍 |

## 另請參見
- 奧斯卡最佳外語片
- 获奥斯卡金像奖的非英语电影

## 外部連結
- The Official Academy Awards Database （页面存档备份，存于）
- The Motion Picture Credits Database （页面存档备份，存于）
- IMDb Academy Awards Page （页面存档备份，存于）